# Lijst van nummer 1-albums in de Vlaamse Ultratop 50 Albums in 2007
Onderstaande albums stonden in 2007 op nummer 1 in de Vlaamse Ultratop 50 Albums. De lijst wordt samengesteld door Ultratop 50.
| Nummer | Datum        | Artiest              | Titel                             |
| ------ | ------------ | -------------------- | --------------------------------- |
| 164    | 6 januari    | Helmut Lotti         | The crooners                      |
| 168    | 13 januari   | Marco Borsato        | Symphonica in Rosso               |
|        | 20 januari   | Marco Borsato        | Symphonica in Rosso               |
|        | 27 januari   | Marco Borsato        | Symphonica in Rosso               |
| 169    | 3 februari   | Arno                 | Jus de box                        |
| 170    | 10 februari  | Norah Jones          | Not too late                      |
|        | 17 februari  | Norah Jones          | Not too late                      |
|        | 24 februari  | Norah Jones          | Not too late                      |
|        | 3 maart      | Norah Jones          | Not too late                      |
|        | 10 maart     | Norah Jones          | Not too late                      |
|        | 17 maart     | Norah Jones          | Not too late                      |
| 171    | 24 maart     | Nelly Furtado        | Loose                             |
|        | 31 maart     | Nelly Furtado        | Loose                             |
| 172    | 7 april      | Clouseau             | Vonken & vuur                     |
|        | 14 april     | Clouseau             | Vonken & vuur                     |
|        | 21 april     | Clouseau             | Vonken & vuur                     |
|        | 28 april     | Clouseau             | Vonken & vuur                     |
|        | 5 mei        | Clouseau             | Vonken & vuur                     |
|        | 12 mei       | Clouseau             | Vonken & vuur                     |
|        | 19 mei       | Clouseau             | Vonken & vuur                     |
|        | 26 mei       | Clouseau             | Vonken & vuur                     |
| 173    | 2 juni       | Natalia              | Everything & more                 |
|        | 9 juni       | Natalia              | Everything & more                 |
|        | 16 juni      | Natalia              | Everything & more                 |
|        | 23 juni      | Natalia              | Everything & more                 |
|        | 30 juni      | Natalia              | Everything & more                 |
| 174    | 7 juli       | Laura Lynn           | Goud (van hier)                   |
|        | 14 juli      | Laura Lynn           | Goud (van hier)                   |
| 175    | 21 juli      | Adya                 | Adya classic 2                    |
|        | 28 juli      | Adya                 | Adya classic 2                    |
| 176    | 4 augustus   | Dean                 | So many ways                      |
|        | 11 augustus  | Dean                 | So many ways                      |
| 175    | 18 augustus  | Adya                 | Adya classic 2                    |
|        | 25 augustus  | Adya                 | Adya classic 2                    |
| 177    | 1 september  | Mika                 | Life in cartoon motion            |
|        | 8 september  | Mika                 | Life in cartoon motion            |
|        | 15 september | Mika                 | Life in cartoon motion            |
| 178    | 22 september | Manu Chao            | La radiolina                      |
| 179    | 29 september | Diverse artiesten    | Braveau Clouseau                  |
| 180    | 6 oktober    | Foo Fighters         | Echoes, silence, patience & grace |
| 181    | 13 oktober   | Junior Eurosong 2007 | Junior Eurosong 2007              |
|        | 20 oktober   | Junior Eurosong 2007 | Junior Eurosong 2007              |
|        | 27 oktober   | Junior Eurosong 2007 | Junior Eurosong 2007              |
|        | 3 november   | Junior Eurosong 2007 | Junior Eurosong 2007              |
| 182    | 10 november  | Clouseau             | Clouseau 20                       |
|        | 17 november  | Clouseau             | Clouseau 20                       |
|        | 24 november  | Clouseau             | Clouseau 20                       |
|        | 1 december   | Clouseau             | Clouseau 20                       |
|        | 8 december   | Clouseau             | Clouseau 20                       |
|        | 15 december  | Clouseau             | Clouseau 20                       |
|        | 22 december  | Clouseau             | Clouseau 20                       |
|        | 29 december  | Clouseau             | Clouseau 20                       |

1995 ·
1996 ·
1997 ·
1998 ·
1999 ·
2000 ·
2001 ·
2002 ·
2003 ·
2004 ·
2005 ·
2006 ·
2007 ·
2008 ·
2009 ·
2010 ·
2011 ·
2012 ·
2013 ·
2014 ·
2015 ·
2016 ·
2017 ·
2018 ·
2019 ·
2020 ·
2021 ·
2022 ·
2023 ·
2024 ·
2025
- Nederland
- Vlaanderen